# UEFA Women's Nations League 2025 (fase finale)
Questa voce raccoglie un approfondimento sulle gare della fase finale dell'UEFA Women's Nations League 2025. Essa si disputerà tra il 22 ottobre e il 2 dicembre 2025 tra le quattro squadre vincitrici della Lega A. 

## Formula
La fase finale si disputerà tra ottobre e dicembre 2025 tra le quattro squadre vincitrici della Lega A. 
Svolgendosi ad eliminazione diretta (con gare di andata e ritorno a differenza della precedente edizione), le gare prevedono tempi supplementari e tiri di rigore per risolvere l'eventuale parità al termine dei 90 minuti. 

## Date
| Fase        | Turno           | Date                        |
| ----------- | --------------- | --------------------------- |
| Fase finale | Semifinali      | 24-28 ottobre 2025          |
| Fase finale | Finale 3º posto | 28 novembre-2 dicembre 2025 |
| Fase finale | Finale          | 28 novembre-2 dicembre 2025 |

## Squadre partecipanti
| Gruppo | Nazionale | Data di qualificazione |
| ------ | --------- | ---------------------- |
| A1     | Germania  | 30 maggio 2025         |
| A2     | Francia   | 8 aprile 2025          |
| A3     | Spagna    | 3 giugno 2025          |
| A4     | Svezia    | 3 giugno 2025          |

## Tabellone
|  | Semifinali | Semifinali | Semifinali | Semifinali | Semifinali |  |  | Finale          | Finale | Finale | Finale | Finale |  |
|  |            |            |            |            |            |  |  |                 |        |        |        |        |  |
|  | A1         | Germania   | Germania   | Germania   | Germania   |  |  |                 |        |        |        |        |  |
|  | A2         | Francia    | Francia    | Francia    | Francia    |  |  |                 |        |        |        |        |  |
|  | A3         | Spagna     | Spagna     | Spagna     | Spagna     |  |  |                 |        |        |        |        |  |
|  | A4         | Svezia     | Svezia     | Svezia     | Svezia     |  |  |                 |        |        |        |        |  |
|  |            |            |            |            |            |  |  |                 |        |        |        |        |  |
|  |            |            |            |            |            |  |  | Finale 3º posto |        |        |        |        |  |
|  |            |            |            |            |            |  |  |                 |        |        |        |        |  |
|  |            |            |            |            |            |  |  | .               |        |        |        |        |  |
|  |            |            |            |            |            |  |  | .               |        |        |        |        |  |

## Semifinali

### Andata
| 24 ottobre 2025 | Germania | – referto | Francia |  |

| 24 ottobre 2025 | Spagna | – referto | Svezia |  |

##### Ritorno
| 28 ottobre 2025 | Francia | – referto | Germania |  |

| 28 ottobre 2025 | Svezia | – referto | Spagna |  |